# Lothar Wehr
Lothar Wehr (* 29. April 1958 in Duisburg) ist ein römisch-katholischer Priester und Theologe. Er ist Professor für Neues Testament an der Katholischen Universität Eichstätt-Ingolstadt.

## Leben
Nach dem Studium der Katholischen Theologie an der Ruhr-Universität Bochum und an der Ludwig-Maximilians-Universität München von 1976 bis 1981, erhielt er im Dezember 1981 den Preis der Ruhr-Universität Bochum für die Diplomarbeit im Fach Altes Testament mit dem Thema Ezechiel 18 – Form, Tradition, Redaktion.
1985 wurde Wehr mit einer Arbeit zum Thema „Arznei der Unsterblichkeit. Die Eucharistie bei Ignatius von Antiochien und im Johannesevangelium“ zum Doctor theologiae an der Ludwig-Maximilians-Universität München promoviert. 1987 empfing er die Priesterweihe und übte von 1987 bis 1989 eine Seelsorgetätigkeit als Kaplan in der Pfarrei St. Joseph in Duisburg aus.
Von 1989 war Wehr wissenschaftlicher Assistent (ab 2005: Oberassistent) bei Joachim Gnilka an der Ludwig-Maximilians-Universität München. In dieser Zeit habilitierte er sich 1995 mit einer Arbeit im Fach „Neues Testament“ zum Thema „Petrus und Paulus - Kontrahenten und Partner. Die beiden Apostel im Spiegel des Neuen Testaments, der Apostolischen Väter und früher Zeugnisse ihrer Verehrung“. Nach einer Tätigkeit als Privatdozent an der Universität München, vertrat er von 1998 bis 1999 den Lehrstuhl für neutestamentliche Exegese an der Julius-Maximilians-Universität in Würzburg.
Seit 1998 ist Wehr Professor für Neues Testament an der Philosophisch-Theologischen Hochschule Benedikt XVI. Von 2002 bis 2006 hatte er den Lehrstuhl für „Neutestamentliche Wissenschaften“ an der Otto-Friedrich-Universität in Bamberg inne, bis er 2006 den Ruf auf den Lehrstuhl für Neutestamentliche Wissenschaft an der Katholischen Universität Eichstätt-Ingolstadt annahm.
Er ist Mitglied der katholischen Studentenverbindungen AV Silesia (Halle) zu Bochum und KDStV Rheno-Franconia München.

## Veröffentlichungen
- Arznei der Unsterblichkeit. Die Eucharistie bei Ignatius von Antiochien und im Johannesevangelium (= Neutestamentliche Abhandlungen, N.F., Band 18), Aschendorff, Münster 1987, ISBN 3-402-03640-1 (Dissertation Universität München 1985, 399 Seiten).
- Petrus und Paulus – Kontrahenten und Partner: die beiden Apostel im Spiegel des Neuen Testaments, der apostolischen Väter und früher Zeugnisse ihrer Verehrung (= Neutestamentliche Abhandlungen, NF, Band 30), Aschendorff, Münster 1996, ISBN 3-402-04778-0 (Habilitationsschrift Universität München 1995, VII, 416 Seiten).
- mit Johannes Hofmann, Jürgen Bärtsch, Manfred Gerwing (Hrsg.): Zentrale Aspekte der Alten Kirchengeschichte (= Theologische Lehr- und Lernbücher, Band 4, Teil 1). Echter Verlag, Würzburg, 2011, ISBN 978-3-429-04627-9; korrigierte Fassung 2013, ISBN 978-3-429-03467-2 (Buch und Internet-Ressource, lizenzpflichtig).